# Таухервальд
Таухервальд или Ту́хорский лес (нем. Taucherwald, в.-луж. Tuchorski lěs) — наименование леса в коммуне Буркау района Баутцен, федеральная земля Саксония, Германия.

## География
Лес располагается на так называемой территории «Серболужицкого лесничества» (Serbskа hajnkownjа). Самая высокая возвышенность на территории леса — холм Birkenberg (Brězowa hora), высотой 311 метров на южной границе леса.
Около леса располагаются сельские населённые пункты: на северо-востоке — деревня Вульки-Восык, на востоке — деревня Лютыйецы коммуны Гёда, на юге — деревня Стахов коммуны Демиц-Тумиц, на западе — деревня Леджборецы и на северо-западе — деревня Вульки-Вуезд.

## История
Среди немцев, проживающих в окрестностях леса, распространено его краткое название «Taucher». Серболужичане называют его кратко как «Tuchor» ← «Тухорский лес» (Tuchorski lěs). Серболужицкое название происходит от слова «stuchły» (затхлый, заплесневелый), «stuchnyć» (протухнуть, заплесневеть).
Лес впервые упоминается в 1382 году в документах женского монастыря Мариенштерн, который владел им до 1484 года, когда лес приобрёл городской совет Будишина. В 1523 году в лесу была построена небольшая часовня под названием «Тухорская церковь».
Первое обследование леса для составления налоговой базы было совершено в 1741 году.
С 1916 года в лесу действовала лесопилка, которая прекратила свою деятельность в 1929 году. За это время площадь леса сократилась на 28 %. В 1929 году лес перешёл в собственность банка «Reichenbacher Bank».
В 1945 году во время боёв сгорел находившийся в лесу небольшой посёлок «Auf dem Brande».
В XVIII веке в лесу исчез волк. В 1979 году был убит последний олень.
До 1981 года доступ в лес был свободным. В этом году Советская Армия создала в нём ракетную базу в рамках системы обороны стран Варшавского договора. C мая 1984 по февраль 1988 года находилась советская ракетная база 1-го дивизиона 119-й ракетной бригады оперативно-тактического ракетного комплекса 9К76 «Темп-С» ОТР-22. После вывода советских войск из Германии лес был передан коммуне Буркау в мае 1992 года.